# Mustapić
Mustapić (en serbe cyrillique : Мустапић) est un village de Serbie situé dans la municipalité de Kučevo, district de Braničevo. Au recensement de 2011, il comptait 582 habitants.

## Démographie

### Évolution historique de la population
| 1948  | 1953  | 1961  | 1971  | 1981  | 1991  | 2002 | 2011 |
| ----- | ----- | ----- | ----- | ----- | ----- | ---- | ---- |
| 1 569 | 1 582 | 1 590 | 1 506 | 1 476 | 1 319 | 740  | 582  |

|  |